# Semuy
Semuy é uma comuna francesa na região administrativa de Grande Leste, no departamento das Ardenas. Estende-se por uma área de 3,97 km². Em 2010 a comuna tinha 91 habitantes (densidade: 22,9 hab./km²).